# Meurtre dans la cathédrale
Meurtre dans la cathédrale (Murder in the Cathedral) est une pièce de théâtre en vers et en prose de T. S. Eliot, consacrée au meurtre de l'archevêque de Cantorbéry Thomas Becket en  1170. Créée le 15 juin 1935 dans le chapitre de la cathédrale de Cantorbéry, elle fait ressortir les impératifs contradictoires du spirituel et du temporel grâce à sa construction très symétrique (première partie, interlude, seconde partie ; correspondance entre quatre tentateurs spirituels et quatre chevaliers temporels), ainsi que par l'intervention d'un chœur, comme dans la tragédie grecque.

## Résumé
(Les citations viennent de la traduction d'Henri Fluchère.)

### Première partie
2 décembre 1170.
Dans le palais de l'archevêque de Cantorbéry, des femmes (le chœur) se lamentent en exposant la situation au spectateur : Thomas Becket, l'archevêque primat d'Angleterre, s'est querellé avec le roi Henri et s'est réfugié en France depuis 7 ans. Le roi de France et le Pape en ont profité pour se mêler à l'affaire (il faut se souvenir qu'à l'époque, le roi d'Angleterre possède, de la Normandie aux Pyrénées, la moitié de la France, et le roi de France trouve évidemment ce vassal un peu trop puissant et que si le Pape combat avec succès les empereurs romains germaniques pour assurer la primauté de l'Église sur les souverains temporels, ça n'est pas pour se laisser faire la loi par un roi d'Angleterre). Le menu peuple d'Angleterre et le petit clergé, en butte à la rigueur royale pâtissent de la situation : «Pour nous, pauvres de nous, il n'est point d'action possible, Il n'est que d'attendre et de voir!...».
Un héraut annonce alors le retour inattendu de l'archevêque en Angleterre. Il tempère aussitôt la joyeuse surprise des auditeurs en précisant que retour n'est pas réconciliation : «Et si vous voulez le savoir, je crois que Monseigneur l'Archevêque N'est pas homme à se payer d'illusions, Non plus qu'à rabattre la moindre de ses prétentions.», ce qui fait redoubler les doutes du clergé et les lamentations des femmes.
Arrive effectivement Thomas, qui médite sur l'action, la souffrance et le destin. Malgré le soutien du peuple, il a de justesse échappé à ses ennemis et reste pessimiste : «La fin sera simple, soudaine, donnée par Dieu. Dans l'entre-temps, la substance de notre première action Sera faite d'ombre, et ce sera lutte avec des ombres.».
Surgit effectivement de l'ombre (la suite se déroule en fait dans l'esprit de Thomas) un premier Tentateur qui rappelle le bon vieux temps. En effet, autrefois le roi Henri et Thomas ont ensemble mené fort joyeuse vie et il ne tient qu'à Thomas de recommencer : «Puisque le Roi et vous êtes en amitié, Clercs et laïcs peuvent recommencer leur liesse» et «Pour le bon temps de jadis, que voici revenu, Je suis votre homme.». Mais Thomas comprend que ces gamineries ne sont plus de son âge : «Vous arriverez vingt ans trop tard.». Et le premier Tentateur s'efface sans insister : «Alors, je vous laisse à votre destin. Je vous laisse aux plaisirs de vices plus élevés, Qu'il vous faudra payer de prix plus élevés.».
Lui succède un autre Tentateur beaucoup plus redoutable : «Le maître d'une politique Que nous acceptions tous devrait encore guider l'État. - Que signifie?... - Le poste de Chancelier dont vous vous êtes démis Quand vous fûtes nommé Archevêque -quelle erreur De votre part!- vous pouvez le réoccuper. [...] Commander aux hommes, ce n'est point là folie!». Cette volonté de puissance peut d'ailleurs servir une bonne cause : «Rabaisser les grands, protéger les petits, Sous le trône de Dieu, que peut-on faire de plus? Désarmer le bandit, renforcer les lois, Régner pour faire triompher la bonne cause, Dispenser la justice également à tous, C'est prospérer sur terre, et peut-être au ciel...». En résumé, «Une politique personnelle mène au bien public.». Un instant séduit, Thomas se reprend, mais par orgueil : «Non! Moi qui détiens les clés Du ciel et de l'enfer, suprême seul en Angleterre, Moi qui lie et délie, investi du pouvoir par le Pape, Irai-je m'abaisser à désirer pouvoir mesquin? Délégué pour frapper sentence de damnation, Condamner les rois, et non servir parmi leurs serviteurs, Tel est mon rôle au grand jour.». Le second Tentateur renonce avec clairvoyance : «Alors, je vous laisse à votre destin. Votre péché monte vers le soleil, et couvre les faucons du Roi.».
Le troisième Tentateur, affiche une fausse simplicité : «Je ne suis ni plaisantin, ni politicien. Je n'ai point de talent pour flâner ou pour intriguer à la cour. Je m'y connais en chevaux, en chiens, en filles; Je sais faire régner l'ordre dans mes domaines, Moi, hobereau paysan, qui s'occupe de ses affaires.». Pourtant, il est plus retors et propose à Thomas de s'allier avec les Barons contre le Roi car «Les Rois n'admettent pas d'autre pouvoir que le leur; L'Église et le peuple ont de bonnes raisons de s'élever contre le trône.». Peu importe qu'autrefois le Chancelier Thomas ait lutté contre les Barons si aujourd'hui l'Archevêque Thomas s'allie à eux contre la tyrannie du Roi, car tout est affaire de circonstances. En défendant les privilèges des Barons, l'Église d'Angleterre sauvera les siens; et défendre l'Église ne peut déplaire à Dieu. Mais Thomas rejette vigoureusement cette volte-face : «Personne ne dira que j'ai trahi un Roi!». Le troisième Tentateur prend aussitôt congé avec ironie : «Bien, Monseigneur je ne ferai pas antichambre; Et j'espère bien qu'avant le printemps prochain Le Roi montrera son estime pour votre loyauté.».
Autrement insinuant est le quatrième Tentateur : «Fort bien, Thomas! Ta volonté est dure à fléchir. Mais avec moi à tes côtés, tu ne seras pas sans ami.». Ce quatrième Tentateur, que Thomas n'attendait pas, commence par parler par énigmes mais montre qu'il connaît la pensée secrète de Thomas : «Aller de l'avant jusqu'au bout! Toutes les autres voies te sont fermées, Fors la voie déjà choisie.», «Je ne suis ici, Thomas, que pour te dire ce que tu sais.» et «Sauf ce que tu sais déjà, ne me demande donc rien!». Sans rien promettre, ce Tentateur expose explicitement à Thomas ce que pense celui-ci : le pouvoir spirituel est supérieur au temporel. Certes, il y a le désagréable moment du martyre, mais ensuite!... : «Tu détiens les clés de l'enfer et du ciel. Le pouvoir de lier et de délier : enchaîne, Thomas, enchaîne Évêques et Roi sous tes talons!» et «Le Roi est oublié, dès que vient un successeur : Le martyr et le saint règnent du fond de la tombe.», «Songe aux miracles, accordés par la grâce de Dieu, Et songe à tes ennemis, en un autre lieu! - J'ai songé à ces choses. - C'est pourquoi je te les dis». En résumé, Thomas doit rechercher à mal finir ici-bas pour triompher éternellement au ciel : «Cherche la voie du martyre et humilie-toi très bas sur terre, Afin d'être très haut dans le ciel.». Pour combattre un sursaut de Thomas, le quatrième Tentateur n'hésite pas à lui répéter ses propres méditations sur l'action, la souffrance et le destin. Il reçoit même le renfort du chœur, du clergé et des autres Tentateurs, mais en vain : «La dernière tentation est la trahison majeure : Faire ce qui convient pour la mauvaise raison!».
Après avoir résumé les quatre voies qui lui étaient offertes, Thomas avertit les spectateurs qu'ils ne comprendront pas ce qui va suivre.

### Interlude
25 décembre 1170, dans la cathédrale.
Dans son sermon de Noël, Thomas parle du martyre, mentionnant son prédécesseur Elphège qui a honoré sa vocation au même endroit.

### Seconde partie
29 décembre 1170, dans le palais archiépiscopal.
Interrompant les lamentations du chœur, arrivent quatre Chevaliers (symétrie avec les quatre Tentateurs de la première partie) qui repoussent les offres d'accueil du clergé. Parlant haut et fort, ils exigent de rencontrer Thomas. Celui-ci arrive, congédie les assistants et les Chevaliers lui exposent sans ambages leur point de vue, purement temporel : «Vous êtes l'Archevêque en révolte contre le Roi; en rébellion contre le Roi et la loi de ce pays ; vous êtes l'Archevêque qui fut choisi par le Roi ; le Roi le mit là où vous êtes pour exécuter ses ordres ; Vous êtes son serviteur, son outil et son valet, Il a fait pleuvoir sur vous ses faveurs ; Vous avez reçu tous vos honneurs de sa main; de lui vous avez tenu le pouvoir, le sceau et l'anneau.». Thomas proteste humblement qu'il a toujours été loyal vassal de son Roi «Sauf mon ordre», c'est-à-dire pour tout ce qui concerne l'Église (se souvenir que la société du Moyen Âge est divisée en 3 ordres : d'abord l'Église, ensuite la Noblesse, enfin le menu fretin du Tiers État, les contribuables). Cette restriction accroît évidemment la fureur des Chevaliers puisqu'elle est précisément le nœud de tout le conflit entre le Roi Henri et l'Archevêque Thomas. Le calme retour du chœur et de l'entourage de Thomas oblige les Chevaliers à exposer le détail de leurs griefs. Toujours aussi furieux, les Chevaliers mettent Thomas en état d'arrestation mais en confient la garde aux assistants et sortent, probablement pour se concerter. Le chœur prévoit que les choses vont mal finir tandis que l'entourage de Thomas le supplie de fuir ou d'aller à l'autel pour les vêpres ou au moins de fermer les portes. Mais Thomas rejette toutes ces échappatoires (ceux qui les lui proposent et essayent même de les lui imposer de force pensent d'ailleurs aussi à leur propre sécurité). Thomas fait rouvrir les portes et entrent les Chevaliers, légèrement ivres, qui, après quelques imprécations bien senties, tuent l'Archevêque sans souci des lamentations renouvelées du chœur.
Leur acte accompli, les Chevaliers viennent s'adresser au public et le ton de la pièce change du tout au tout : d'épique et même hiératique qu'il était depuis le début, il devient tout à fait moderne. Chaque Chevalier, dans un langage parfaitement contemporain et parfois même familier (évidemment en prose), va exposer un point de vue très temporel.
Le premier Chevalier, Réginald Fitz-Hurse (en franco-normand de l'époque Renaud Fils d'Ours; tous les personnages actifs de la pièce sont des Normands, comme l'a précisé l'un des Tentateurs), le chef, déclare qu'il comprend bien que les apparences sont effectivement contre eux («quand vous voyez un homme assailli par quatre autres, alors vos sympathies vont au pauvre diable qui a le dessous.») mais qu'il est juste qu'on entende «les deux sons de la cloche» et annonce, prétextant être un piètre orateur (en fait, c'est le plus malin du groupe), qu'il se contentera de présenter les autres.
Parle donc Guillaume de Tracy, le plus jeune des Chevaliers, qui reconnaît que la situation est embarrassante («Quand on y pense, ça vous tarabuste un peu de tuer un Archevêque, surtout quand on a été élevé dans les bonnes traditions de l'Église.») et n'a pour sa défense que deux arguments très simples «Nous avons compris que c'était notre devoir» et «nous avons été parfaitement désintéressés». Si naïf que soit Guillaume, il ne se fait aucune illusion sur la suite : «Le Roi Henri -Dieu le bénisse!- devra dire, pour des raisons d'État, qu'il n'a jamais voulu cela. [...] Et le mieux qui puisse nous échoir, sera de passer le reste de notre vie à l'étranger.».
Le troisième Chevalier, Hugh (Hugues) de Morville, retrace tout l'aspect politique du conflit avec une argumentation solide. Le pays, après une période des plus troublées, avait besoin d'une remise en ordre. Le Roi a nommé Thomas Chancelier, lequel a effectivement rétabli l'autorité royale et maté toutes les séditions. Puis, pour achever le travail, le Roi a fait nommer Thomas Archevêque. Mais, de ce jour, Thomas, au nom de la défense des privilèges de l'Église d'Angleterre, est entré en conflit avec le Roi : «Dès que Becket, sur les instances du Roi, a été nommé Archevêque, il a abandonné la charge de Chancelier, il est devenu plus prêtre que les prêtres, il a, avec ostentation et d'une manière blessante, adopté une règle de vie ascétique; il a ouvertement abandonné toute politique qu'il avait jusqu'alors soutenue, il a immédiatement affirmé qu'il y avait un ordre plus élevé que celui de notre Roi - et lui-même en tant que serviteur du Roi avait lutté durant tant d'années pour l'établir-, ajoutant -Dieu sait pourquoi!- que les deux ordres étaient incompatibles.». Le Roi s'est donc estimé trahi, et avec lui tous ceux de son parti : «Vous m'accorderez que mettre ainsi des bâtons dans les roues de la part d'un Archevêque offense gravement les instincts d'un peuple comme le nôtre.». Certes, le moyen radical employé par les Chevaliers peut sembler blâmable mais «il y a des moments où la violence est la seule façon dont on puisse assurer la justice sociale.». D'ailleurs les résultats sont là : «Mais si vous êtes maintenant arrivés à une juste subordination des prétentions de l'Église à la bonne gérance de l'État, rappelez-vous que c'est nous qui avons fait le premier pas. Nous avons contribué à amener cet état de choses que vous approuvez. Nous avons servi vos intérêts; nous méritons vos applaudissements» et la conclusion coule de source : «s'il y a une culpabilité quelconque dans l'affaire, vous devez en partager la responsabilité avec nous.», ce qui ne manquera pas d'amener les auditeurs à la plus grande indulgence.
Le dernier Chevalier, Richard Brito (Richard le Breton, originaire de Balleroy, dans le Bessin, Calvados), reprend brièvement l'historique précédent mais en tire une conclusion très différente : Thomas se souciait fort peu des intérêts non seulement de l'État, mais aussi de l'Église. En réalité, «il avait décidé de mourir par le martyre» par gloriole personnelle (le raisonnement de ce Chevalier correspond à celui du quatrième Tentateur, comme celui du précédent correspondait à celui du deuxième) et va jusqu'à revendiquer un jugement digne des procès et pratiques des régimes totalitaires : «Je pense qu'en présence de ces faits vous rendrez sans hésitation un verdict de suicide en état d'aliénation mentale.», autrement dit, les opposants sont des fous, on ne les tue pas, ils se suicident en méprisant toutes les possibilités de rachat et rééducation que le pouvoir en place leur offre si généreusement.
Le premier Chevalier ferme alors le débat, non sans adresser au public une menace à peine voilée : «je suis d'avis que maintenant vous vous dispersiez tranquillement pour rentrer chez vous. Je vous en prie, évitez de vous attarder en groupes au coin des rues, et ne faites rien qui soit de nature à troubler l'ordre public.».
Les Chevaliers sortis, le ton redevient épique et hiératique pour les lamentations des prêtres et du chœur qui proclament la victoire de Becket : «Bienheureux Thomas, priez pour nous!».

## Représentations

### Création
George Bell, évêque de Chichester, joua un rôle-clé pour amener Eliot à écrire pour le producteur E. Martin Browne qui monta la pièce païenne Le rocher (1934). L'évêque Bell demanda alors à Eliot d'écrire une autre pièce pour le Festival de Canterbury de 1935. Eliot accepta à condition que Browne en soit encore le producteur (ce qui lui fut accordé). La création eut lieu le 15 juin 1935 dans le chapitre de la cathédrale de Cantorbéry. Le rôle de Becket fut interprété par Robert Speaight. La production gagna alors Londres où la pièce tint l'affiche plusieurs mois.

### Autres représentations
- La pièce fut créée en France le 18 juin 1945 au théâtre du Vieux-Colombier, dans une traduction d'Henri Fluchère mise en scène par Jean Vilar (reprises au Palais de Chaillot en 1952 et 1956, puis au Festival d'Avignon en 1957 et 1959).
- L'œuvre donna ensuite lieu à un film en noir et blanc réalisé par l'Australien George Hoellering, sur une musique du Hongrois László Lajtha, Meurtre dans la cathédrale (T. S. Eliot lui-même y prêtait sa voix au quatrième tentateur). Le film reçut le Prix spécial de la Mostra de Venise 1951 pour la direction artistique de Peter Pendrey. Il fut distribué en Angleterre en 1952.
- En 1964, le film en couleurs Becket reprit la même histoire, mais à partir de la pièce de l'auteur dramatique français Jean Anouilh, Becket ou l'Honneur de Dieu.
- En 1967, on put aussi en voir une version télévisée (en noir et blanc), tournée par Maurice Cazeneuve à l'abbaye de Jumièges, avec Alain Cuny dans le rôle principal. Les acteurs incarnant les quatre tentateurs-chevaliers étaient aussi particulièrement remarquables.
- En 1978, la Comédie-Française présenta sa version de la pièce (toujours dans la traduction d'Henri Fluchère), mise en scène par Terry Hands, au Théâtre national de Chaillot avec la volonté de "rendre un hommage à Jean Vilar dans sa propre Maison".
- 1994, par le Théâtre en liberté, mise en scène de Daniel Scahaise, Cathédrale Saints-Michel-et-Gudule de Bruxelles.

## Accueil et jugements

### Auto-critique d'Eliot
En 1951, dans la seconde partie d'une conférence du Mémorial Théodore Spencer à l'université Harvard, Eliot critiqua son propre théâtre, nommant les pièces Meurtre dans la cathédrale, Conseil de famille et Cocktail. Ce texte fut publié sous le titre Poésie et théâtre et plus tard ajouté dans la série Eliot 1957 De la poésie et des poètes.

## Adaptations
Assassinio nella cattedrale (1958) d'Ildebrando Pizzetti est une adaptation de la pièce d'Eliot.
La pièce fut parodiée par la chaîne américano-canadienne SCTV. Dans ce pastiche totalement décalé, le texte est joué par la NASA avec des astronautes en scaphandre pour personnages et l'intrigue est racontée par le journaliste Walter Cronkite comme s'il s'agissait d'une mission lunaire de la NASA.